# 若瑟·薩拉依瓦·瑪爾定
若瑟·薩拉依瓦·瑪爾定（西班牙語：José Saraiva Martins；1932年1月6日—）是葡萄牙籍天主教主教級樞機，帕萊斯特里納羅馬城郊教區領銜主教、聖母聖心愛子會會士及聖座封聖部榮休部長。

## 生平
若瑟於1932年1月6日在葡萄牙GuardaGagos de Jarmelo出生。他於1957年3月16日在聖母聖心愛子會晉鐸。他曾在羅馬宗座額我略大學和宗座聖多瑪斯大學學習，在那裡他獲得了神學博士學位。
教宗若望保祿二世於1988年5月26日將他任命為聖座教育部（修院及學院部）秘書長。若瑟於1988年7月2日晉牧，領圖布爾尼卡領銜總教區總主教銜。他於1998年5月30日改任封聖部部長。他於2001年2月21日被擢升為執事級樞機，領聖母聖心執事區執事銜。
教宗本篤十六世於2009年2月24日將他任命為主教級樞機，領帕萊斯特里納羅馬城郊教區主教銜。他於2008年7月9日榮休，封聖部部長一職由安傑洛·阿瑪托接任。

## 牧徽

若瑟·薩拉依瓦·瑪爾定樞機牧徽

## 外部連結
- Biography at catholic-pages.com （页面存档备份，存于）
- YouTube上的Salt+Light TV Interview: Cardinal José Saraiva Martins – Witness